# Orange (Mobilfunk)
Orange S.A. war ein international tätiges Telekommunikationsunternehmen. Es ging aus der ehemaligen britischen Orange plc hervor, die 2000 von France Télécom übernommen, in die neu nach französischem Recht gegründete Unternehmensgruppe eingegliedert und später die einzige Marke des Unternehmens wurde. Seit Juli 2013 firmiert France Télécom selbst als Orange.

## Geschichte

### Gründung und Expansion
1994 wurde Orange plc als Tochtergesellschaft von Hutchison Whampoa (als Hauptaktionär) und British Aerospace gegründet und stieg als vierter Mobilfunkbetreiber nach BT Cellnet (heute Telefónica Europe), Vodafone und One2One (heute EE Limited) in den britischen Mobilfunkmarkt ein. 1996 ging das Unternehmen an die Börse. Ab Ende der 1990er Jahre begann Orange plc massiv im Ausland zu investieren, insbesondere in Asien, wodurch das Unternehmen zum zweitgrößten internationalen Mobilfunknetzwerk wurde. Von 1999 bis 2002 war Orange Sponsor des Formel-1-Teams Arrows.

### Mannesmann
Ab 1999 versuchte Vodafone, den deutschen Mischkonzern Mannesmann AG zu übernehmen, was der damalige Mannesmann-Vorstand um Klaus Esser strikt ablehnte. Als Abwehrmaßnahme beschloss Mannesmann daher, kurzerhand Orange plc als Giftpille zu übernehmen. Damit sollte Mannesmann für Vodafone unattraktiv werden, da klar war, dass Vodafone nach einer Mannesmann-Übernahme Orange unter großen Verlusten hätte weiterverkaufen müssen.
Die Mannesmann AG hat Orange plc für 19,8 Mrd. Pfund (ca. 60 Mrd. Deutsche Mark) Ende Dezember 1999 übernommen.
Dennoch kam es zur Übernahme von Mannesmann durch Vodafone, und Vodafone musste Ende Mai 2000 aus Kartellrechtsgründen Orange plc für 26,9 Mrd. Pfund (ca. 84 Mrd. Deutsche Mark) weiterverkaufen. Käufer war die France Télécom. Seit der Übernahme führte France Télécom Orange plc mit ihren eigenen Mobilfunknetzen (besonders in Afrika) unter dem Dach der neu nach französischem Recht gegründeten Orange S.A. zusammen und nutzt seitdem Orange als Marke bei allen ihren Mobilfunknetzen.

### Markenausdehnung
France Télécom ging dazu über, die Marke „Orange“ auch für Internet- und Business-Dienstleistungen einzusetzen, anstelle ihrer bisherigen Namen Wanadoo und Equant.
Im Juni 2006 tauschte die France Telecom die bisherige Marke „Equant“ durch „Orange Business Services“ aus. In Deutschland wurde „Equant“ umfirmiert zu Orange Business Germany GmbH, die 2012 rund 300 Mitarbeiter zählte.
In Spanien wurden ab Herbst 2006 die bisherigen eigenständigen Marken „Wanadoo“ und „Amena“ (2005 von France Télécom erworben) zu „Orange“ fusioniert. Die diesbezügliche Werbekampagne war ganz auf die Ersetzung der bisherigen Erkennungsfarben von Wanadoo (Rot) und Amena (Grün) durch die Farbe Orange abgestellt.

## Internationale Aktivitäten
Neben dem selbstgegründeten Netz in Frankreich (von France Télécom unter dem Namen Itineris gegründet) hält Orange Anteile an Tochterunternehmen in vielen Teilen der Welt, nämlich
- Armenien: 100 % an Orange
- Réunion: 100 % an Orange
- Spanien: 99,3 % an Orange
- Rumänien: 96,8 % an Orange
- Dominikanische Republik: 86 % an Orange
- Elfenbeinküste: 85 % an Orange
- Kamerun: 70 % an Orange
- Slowakei: 64 % an Orange
- Moldawien: 61 % an Orange
- Uganda: 53,0 % an Orange
- Botswana: 51 % an Orange
- Jordanien: 51 % an Orange (Anteile über Jordan Telecom)
- Belgien: 50,6 % an Mobistar
- Luxemburg: 50,6 % an Orange (Anteile über Mobistar)
- Marokko: Orange (49 % über Méditel)
- Tunesien: 49 % an Orange
- Senegal: 42,2 % an Sonatel
  - Mali + Guinea-Bissau - Sonatel
- Ägypten: 36,40 % an MobiNil
- Polen: 34 % an Orange
- Madagaskar: 33,6 % an Orange
- Portugal: 20,2 % an Optimus
- Kenia

Orange ist seit 2010 Sponsor der Fußball-Afrikameisterschaft.
Im Oktober 2008 hat Orange einen 53-Prozent-Anteil an Hits Telecom Uganda übernommen. In Uganda gibt es 7,4 Millionen Mobilfunkkunden, was einem Marktanteil von 25 Prozent entspricht. Orange will in den nächsten drei Jahren ca. 375 Mio. Dollar in den Netzausbau investieren.
France Telecom erklärte am 11. April 2009, den Anteil von Orange an der Sonatel (Société Nationale des Télécommunications du Senegal) für 209 Mio. Euro von 42,3 auf 52,2 Prozent aufstocken zu wollen. Sonatel hatte Ende 2008 ca. 3,8 Millionen Kunden im Senegal und ca. 3,4 Millionen Kunden in Mali und Guinea-Bissau.
Im Februar 2015 wurde der Verkauf des Joint Ventures der France Telecom und der Deutschen Telekom, dem britischen Mobilfunkbetreibers EE Limited, an die BT Group bekannt. Während die Deutsche Telekom sich ein Aktienpaket von 12 % an der BT Group sicherte, wurde die France Telecom ausbezahlt.

### (ehemalige) Namensnutzung außerhalb des französischen Mutterhauses
In Israel wird die Marke Orange unter Lizenz von Partner Communications Company Ltd. genutzt. So gehört Orange Israel nicht zur Orange-Gruppe der France Télécom. Außerdem wurde die Marke Orange auch in Australien und Hongkong von Hutchison Whampoa bis vor einiger Zeit noch genutzt. In diesen Ländern wurde jedoch auf die bekannte Mobilfunk-Marke „3“ umgestellt, da die meisten Kunden dort bereits UMTS nutzen.
Die ehemalige 35-%-Beteiligung in Österreich an Orange Austria besteht nicht mehr (Mid Europa Partners hielten 65 %; an „3“ (Hutchison-Whampoa); die Marke „Orange“ ist aus Österreich verschwunden)
Die Beteiligung in Dänemark (früher Mobilix) wurde im Jahr 2004 für 600 Mio. Euro an Telia, die Beteiligung in den Niederlanden (früher Dutchtone, später Orange NL) wurde 2007 für 1,3 Mrd. Euro an T-Mobile verkauft.
Die ehemalige 100-%-Beteiligung in der Schweiz (inkl. Kooperation in Liechtenstein) besteht nicht mehr, da France Télécom die Vorgabe gemacht hatte, nur noch in jenen Märkten präsent zu sein, in denen sie Nr. 1 oder 2 sein würde. In der Folge wurde versucht, Sunrise Communications zu übernehmen, was die Kartellbehörde aber nicht bewilligt hatte. Im November 2009 gab Orange (Schweiz) bekannt, mit dem Schweizer TDC-Tochterunternehmen Sunrise Communications fusionieren zu wollen, wobei Orange am neuen Unternehmen eine Mehrheit von 75 % halten würde. Der Marktanteil würde sich damit auf ungefähr 37 % verdoppeln. Am 22. April 2010 untersagte die Wettbewerbskommission (WEKO) den Zusammenschluss. Als Grund wurde die marktbeherrschende Stellung im Mobilfunkmarkt der fusionierten Unternehmung zusammen mit Swisscom genannt. Außerdem wäre der im Markt aktivste Netzbetreiber (sunrise) aus dem Markt ausgeschieden. Stattdessen wurde am 24. Dezember 2011 bekanntgegeben, dass Orange Schweiz für 1,6 Milliarden Euro an die britische Beteiligungsgesellschaft Apax Partners verkauft wird. Nach diesem gescheiterten Fusionsversuch wurde Orange Communications per 29. Februar 2012 vom französischen Mutterhaus abgestoßen und zwischenzeitlich zu 100 % durch die Gesellschaft "Matterhorn Mobile SA" weitergeführt, ihrerseits Apax Partners unterstehend – vor der Übernahme durch von Xavier Niel im 2014. Im April 2015 wurde „Orange Communications SA“ zu Salt Mobile umbenannt und kann damit jährlich ca. Fr. 20 Mio. für Markenlizenzkosten zur Nutzung des Namens „Orange“ einsparen.

(Historische) Logos der übernommenen und Tochter-Gesellschaften
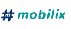
Dänemark (historisch)
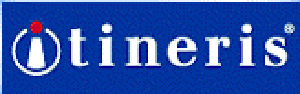
Frankreich (historisch)
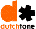
Niederlande (historisch)
Österreich (historisch)
Polen (historisch)
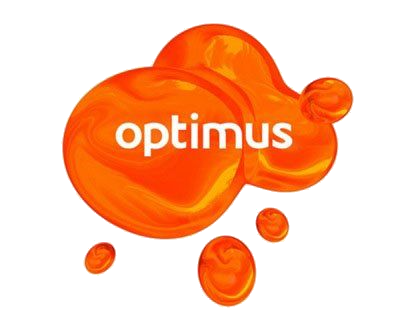
Portugal
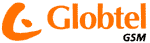
Slowakei (historisch)
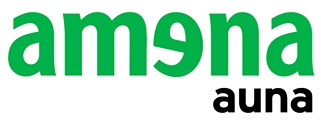
Spanien (historisch)